# Rita Reys
Maria Everdina Reijs, conocida como Rita Reys (Róterdam, 21 de diciembre de 1924 - Breukelen, 28 de julio de 2013),
fue una cantante holandesa de jazz. En el festival de jazz francés de Juan-les-Pins de 1960, recibió el título de "primera dama del jazz de Europa".

## Discografía

### Álbumes
- 1957: The Cool Voice Of Rita Reys
- 1957: The Cool Voice Of Rita Reys II / Her Name Is Rita
- 1958: Two 'Jazzy' People
- 1960: Marriage In Modern Jazz
- 1961: Jazz Pictures At An Exhibition (en vivo)
- 1963: Jazz Sir, That's Our Baby
- 1963: At The Golden Circle Club, Stockholm (en vivo)
- 1963: Live At Jazzfest, Warsaw, Poland (en vivo)
- 1964: Relax With Rita And Pim
- 1965: Congratulations In Jazz
- 1965: Rita Reys Meets Oliver Nelson
- 1967: Rita A Go-Go, Live At The Go-Go Club, Loosdrecht (en vivo)
- 1969: Rita Reys Today – Recorded In London
- 1969: The Rita Reys Collection (recopilación)
- 1971: Rita Reys Sings Burt Bacharach
- 1973: Our Favorite Songs
- 1972: Rita Reys Sings Michel Legrand
- 1975: Rita Reys Sings George Gershwin
- 1979: That Old Feeling
- 1981: Rita Reys Sings Antonio Carlos Jobim
- 1981: Rita's Requests (recopilación)
- 1981: Rita Reys Collage (recopilación)
- 1981: Rita Reys / Pim Jacobs Collage (recopilación)
- 1983: Memories Of You
- 1986: Rita Reys & Trio Pim Jacobs - Special Guest Louis Van Dijk - Live At The Concertgebouw  (en vivo)
- 1986: Have Yourself A Merry Little Christmas
- 1987: Two For Tea
- 1990: Swing And Sweet
- 1992: Europe's First Lady Of Jazz Rita Reys - The Great American Songbook - Volume 1
- 1992: Europe's First Lady Of Jazz Rita Reys - The Great American Songbook - Volume 2
- 1992: Tenderly
- 1995: The Ballad Album (recopilación)
- 1995: First Lady Of Jazz (recopilación)
- 1998: Loss Of Love - Rita Reys Sings Henry Mancini
- 1999: Once Upon A Summertime
- 1999: The Lady Strikes Again
- 1999: Introducing Dutch Jazz Masters (recopilación)
- 1999: Dutch Jazz Masters Volume 3 - Rita Reys (recopilación)
- 1999: Dutch Jazz Masters Volume 6 - Leading Ladies & Gents (recopilación)
- 2000: Summertime (recopilación)
- 2004: Beautiful Love - A Tribute To Pim Jacobs
- 2004: The Rita Reys Collection - Songs Of A Lifetime (recopilación)
- 2006: Het Beste Van ... Rita Reys (recopilación)
- 2006: Songbooks (Bacharach, Legrand & Gershwin) (recopilación)
- 2010: Young At Heart